# Prêmio H. C. Recktenwald de Economia
O Prêmio H. C. Recktenwald de Economia (em inglês:  The H. C. Recktenwald Prize in Economics) é um prêmio de economia concedido em intervalos não regulares desde 1995. É denominado em memória de Horst Claus Recktenwald, um professor e economista alemão, financiado por sua mulher, Hertha Recktenwald, após sua morte.
O comitê de seleção do prêmio é nomeado pelo reitor da Universidade de Erlangen-Nuremberg, Alemanha.

## Recipientes
- 1995: Edmond Malinvaud
- 1998: Joseph Stiglitz
- 2000: Paul Krugman
- 2002: Paul Romer
- 2004: Oliver Williamson
- 2014: Emmanuel Saez[1]